# Black Shape of Nexus
Black Shape of Nexus (oft kurz B:SON, B·SON oder B.SON) war eine baden-württembergische Doom-Metal-Band aus Mannheim, die 2005 gegründet wurde und sich im Juli 2016 auflöste.

## Geschichte

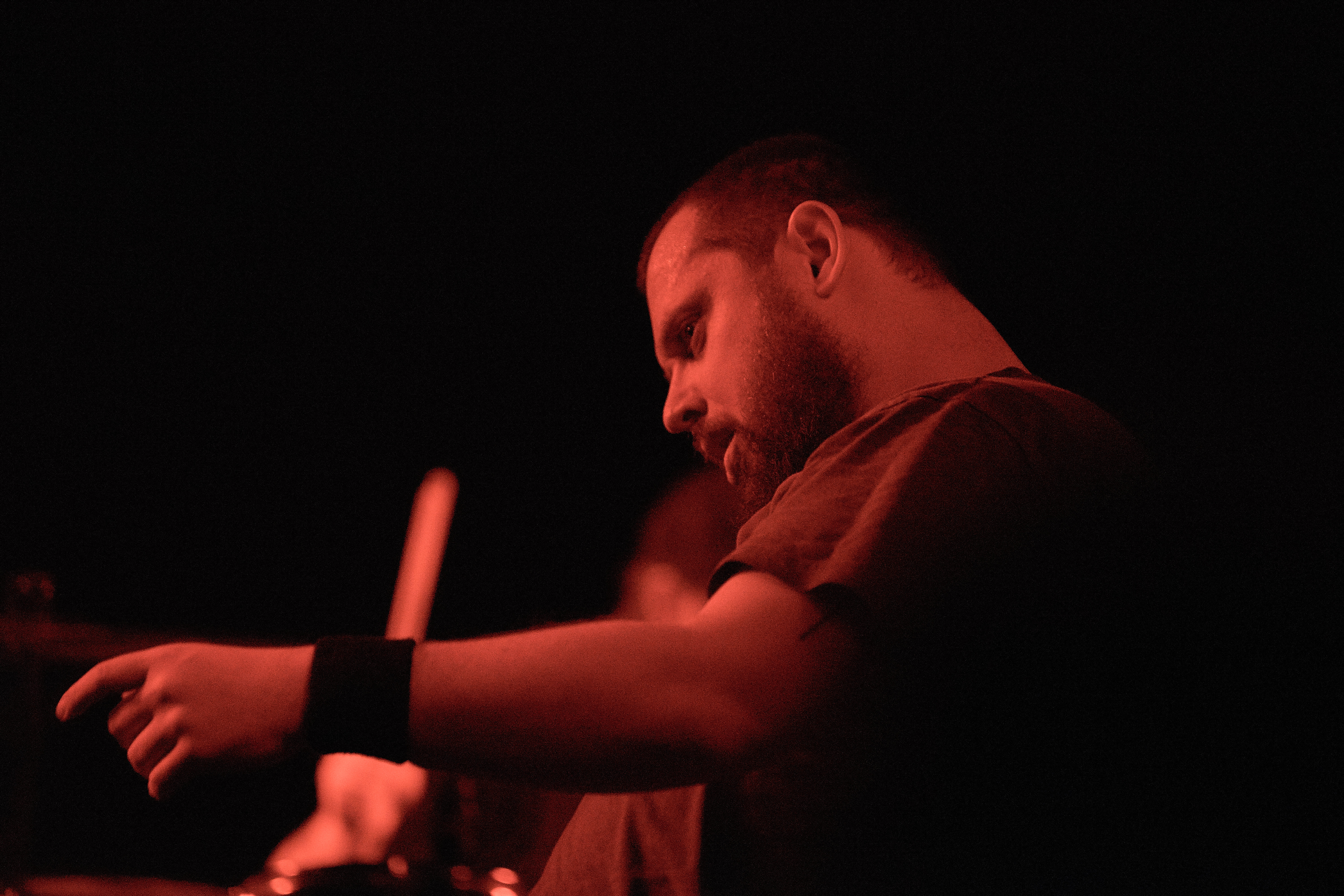
Malte Seidel, Gesang

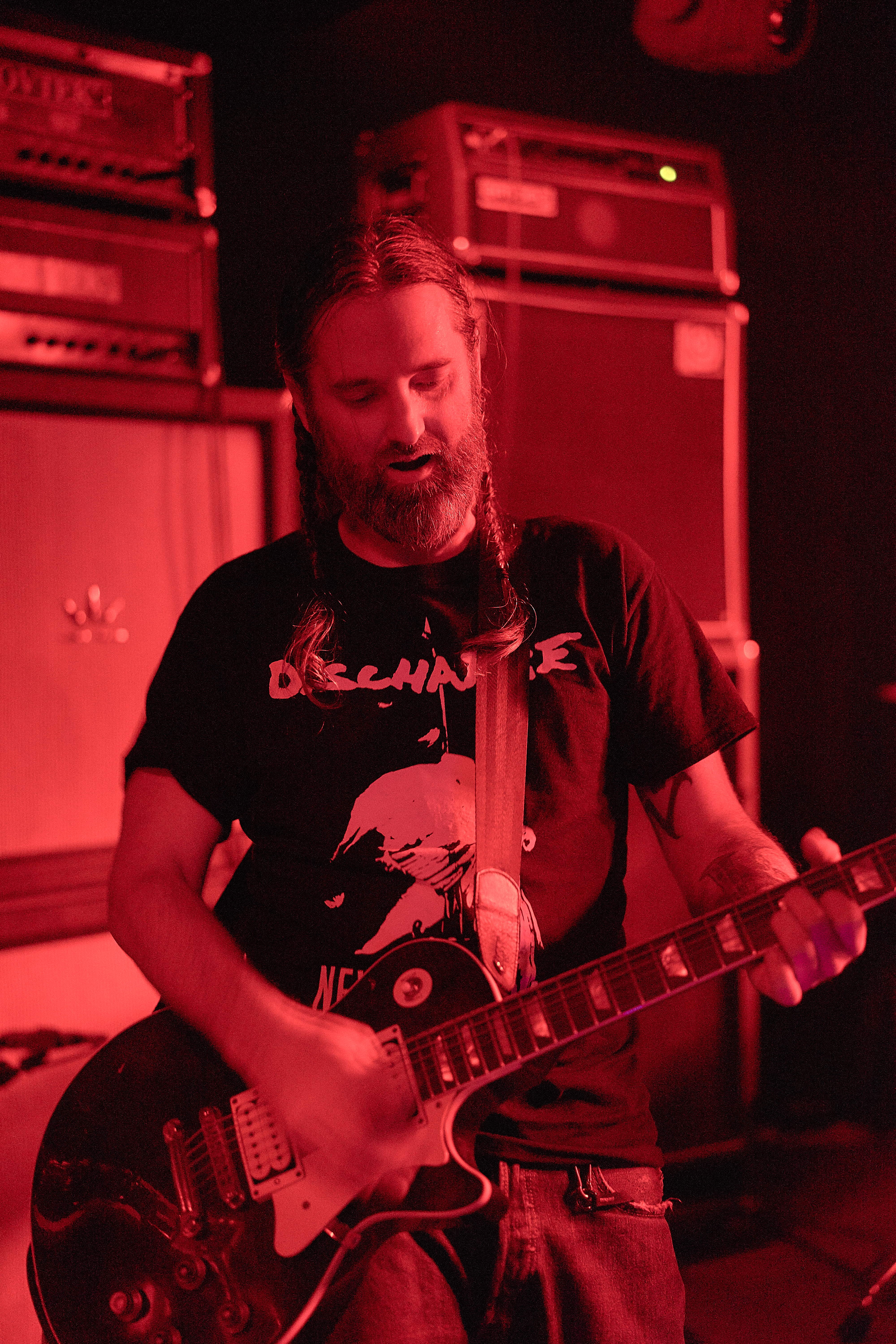
Gebbo Gebinsky, Gitarre

Die Band wurde im Jahr 2005 gegründet. Anfang 2007 schlossen sich ein erstes, selbstbetiteltes Album sowie die ersten Auftritte an. Darauf folgte 2008 das zweite Album Microbarome Meetings und im Jahr 2012 das dritte Album Negative Black. Nach der Veröffentlichung der Kompilation Nothing New - 10 Years of Fresh Air Enjoyment im Jahr 2015 erschien 2016 das nächste Album Carrier. In dem Lied Sachsenheim ist Uwe Groebel von Voodooshock und Naevus als Gastsänger zu hören. Auf dem Album covert die Gruppe auch Hellhammers Triumph of Death. Neben Auftritten in Deutschland, hat die Band auch in Österreich, der Schweiz und den Niederlanden gespielt und war unter anderem auf dem Hell over Hammaburg, dem Roadburn Festival, dem Trashfest, dem South of Mainstream, dem Dawn of Doom und dem Doom Shall Rise zu sehen. Zudem hielt die Band mehrere Jahre lang das jährlich stattfindende B.SON-Fest ab, bei dem die Gruppe befreundete Bands einlud, zusammen mit ihnen zu spielen. Anfang 2016 tourte die Band noch und veröffentlichte ihr Album Carrier, im Juli 2016 dann gab sie über ihre Facebook-Seite ihre Auflösung bekannt. Die Mehrzahl der Mitglieder fand sich kurz darauf in der Band Bellrope wieder zusammen und setzt dort das stilistische Konzept von Black Shape of Nexus fort. 2022 löste sich auch Bellrope nach einer Albumveröffentlichung 2019 auf.

## Stil
In seiner Rezension zum selbstbetitelten Debütalbum fühlte sich Marco Götz vom Metal Hammer besonders durch den Gesang beeindruckt und bezeichnete Malte Seidel als Jan Chris de Koeyer (Gorefest) des Doom Metal. Die Lieder würden tiefergestimmte Gitarren und Bässe verwenden, seien jedoch wenig abwechslungsreich. Hier solle sich die Band eher an der schwedischen Band Congh orientieren, die jedoch in eine musikalisch etwas andere Richtung gehe.
Joachim Hiller vom Ox-Fanzine schrieb in seiner Rezension zu Microbarome Meetings, dass es zutrifft, wenn man die Musik als eine Mischung aus Doom Metal, Drone Doom und Sludge bezeichnet. Charakteristisch seien instrumentale, dunkle und wuchtig dröhnende Kompositionen mit übersteuerten rückkoppelnden Gitarrenklängen mit einem dröhnenden Sound. Er empfand ähnliche Bands wie Nadja jedoch als spannender. Über die Split-Veröffentlichung mit Kodiak schrieb Konstantin Hanke, tätig beim selben Magazin, dass die Band hierauf schleppenden, massiven und düsteren Sludge spielt. Jens Kirsch, ebenfalls vom Ox-Fanzine, empfand den Titel von Negative Black als passend, da die Musik vertonte „negative Schwärze“ sei. Das erste Lied Illinois falle durch seine atonalen Töne auf. In den weiteren Liedern werde die Gruppe zugänglicher und gebe sich „[d]reckig, fies und schleppend“ und spiele eine Mischung aus Doom Metal, Drone Doom und Sludge. In derselben Ausgabe schrieb Kirsch über das Live-Album Mannheim, dass hierauf die „unglaublich monströsen Gitarrenwände“ und „das fiese Gekeife von Shouter Malte Seidel“, während die Band zwischen Drone- und klassischem Doom-Metal einzuordnen sei. Seine Stilangabe erweiterte er in einer späteren Ausgabe in der Rezension zu Nothing New - 10 Years of Fresh Air Enjoyment, in der er Sludge, Doom Metal, Drone Doom und Noise als Genres angab.
Im Interview mit Andreas Schiffmann vom Rock Hard gab Marco Hauser an, dass die Songs ein Teil aus Komponieren und Improvisieren sind. Teils arbeite man eine Idee eines Bandmitgliedes gemeinsam aus, teils entstehe ein Lied bei einer gemeinsamen Jamsession. Laut Schiffmann benutzt Seidel teilweise ein Kehlkopfmikrofon. In derselben Ausgabe rezensierte er das Album Carrier und bezeichnete es als „das bisher eindringlichste Stück Ekelmetall (!) des Jahres“ und stellte Einflüsse aus dem Sludge- und Drone-Doom-Bereich fest. In den Liedern sei eine „unmenschliche Stimme“ zu hören.

## Diskografie
- 2006: Demo (Demo, Eigenveröffentlichung)
- 2007: Black Shape of Nexus (Album, Vendetta Records)
- 2008: Black Shape of Nexus / Crowskin (Split mit Crowskin, Vendetta Records)
- 2008: Microbarome Meetings (Album, Ecocentric Records)
- 2010: Mannheim (Live-Album, Quiet.Still.Dead.Records)
- 2010: Kodiak / Black Shape of Nexus (Split mit Kodiak, Denovali Records)
- 2012: Negative Black (Album, Exile on Mainstream Records)
- 2014: Black Shape of Nexus / Lazarus Blackstar (Split mit Lazarus Blackstar, Alerta Antifascista Records)
- 2015: Sachsenheim (Single, Eigenveröffentlichung)
- 2015: VII (Single, Eigenveröffentlichung)
- 2015: Nothing New - 10 Years of Fresh Air Enjoyment (Kompilation, Meta Matter Records)
- 2016: Carrier (Album, Exile on Mainstream Records)